# Sgurgola
Sgurgola – miejscowość i gmina we Włoszech, w regionie Lacjum, w prowincji Frosinone.
Według danych na rok 2004 gminę zamieszkiwało 2549 osób, 134,2 os./km².